# کوئینسی ایسی
کوئینسی ایسی (انگلیسی: Quincy Acy؛ زادهٔ ۶ اکتبر ۱۹۹۰) بازیکن بسکتبال اهل ایالات متحده آمریکا است.
از باشگاه‌هایی که در آن بازی کرده‌است می‌توان به نیویورک نیکس و تورنتو رپترز اشاره کرد.